# Udo Schenk
Pour les articles homonymes, voir Schenk.
Udo Schenk, né le 11 avril 1953 à Wittenberge (Allemagne), est un acteur allemand.
Pour un large public, sa voix est surtout connue pour le doublage répété des acteurs américains Ray Liotta et Kevin Bacon, ainsi que des acteurs britanniques Ralph Fiennes et Gary Oldman .

## Biographie
Après ses études d'acteur à l'Académie de théâtre de Leipzig, Schenk fait ses débuts dans une mise en scène de conte de fées sur une scène de Karl-Marx-Stadt avant de déménager à Berlin-Est où il est engagé de 1975 à 1985 au théâtre Maxime-Gorki. Parallèlement, il est invité au Deutsches Theater Berlin.
À la télévision de la RDA, il tient plusieurs rôles principaux dans des productions cinématographiques et participe également à des longs métrages de la DEFA, notamment dans Dach derm Kopf (1980) réalisé par Ulrich Thein.
De 1977 à 1979, il a été marié à l'actrice Cornelia Lippert avec qui il a eu une fille.
Udo Schenk vit à Berlin et est marié à l'actrice Marina Krogull.

## Filmographie
(juin 2021).

### Télévision
- 1979 : Der Staatsanwalt hat das Wort (épisode 134 : « Risiko »)
- 1980 : Polizeiruf 110 (épisode 64 : « Der Einzelgänger »)
- 1988 : Schwarz Rot Gold (épisode Zucker Zucker)
- 1987 : Drei Damen vom Grill
- 1988 : Die Männer vom K3
- 1990-2007 : Tatort
- 1994 : Natalie (épisode Endstation Babystrich)
- 1995 : Rex, chien flic
- 1996: Derrick
- 1997 : Natalie (épisode Die Hölle nach dem Babystrich)
- 2001-2009 : Ma vie à moi
- 2001 : Natalie
- 2003 : Le Taureau de Tölz
- 2003 : Double Bet
- 2003 : Natalie
- 2004 : Pastor Braun
- 2004 : Opération Walkyrie (Stauffenberg) : Adolf Hitler
- 2004 : Un cas pour deux
- 2004 : Wolff, police criminelle
- 2004 : Le Dernier Témoin
- 2005 : Commissaire Brunetti
- 2005-2017 : SOKO Wismar
- 2006 : Alerte Cobra
- 2006-2007 : Alle lieben Jimmy
- depuis 2007 : En toute amitié (In aller Freundschaft) : Dr Rolf Kaminski
- 2008 : Alerte Cobra
- 2012 : La Tour (téléfilm)
- 2013-2019 : En toute amitié (In aller Freundschaft)
- 2014 : Wilsberg
- 2015 : Commissaire Marthaler
- 2019 : En toute convivialité

### Cinéma
- 1975 : Im Schlaraffenland [Au pays de l'abondance]
- 1977 : Schau heimwärts, Engel [Retourne à la maison, ange]
- 1977 : Die Befreiung Prags [La Libération de Prague]
- 1978 : Rotschlipse [Cravate rouge]
- 1979 : Addio, piccola mia
- 1979 : Für Mord kein Beweis [Aucune preuve de meurtre]
- 1980 : Aber Doktor
- 1980 : Dach überm Kopf
- 1982 : Der Lumpenmann [L'Homme de chiffon]
- 1983 : Im Spiegel
- 1987 : Praxis Bülowbogen
- 1988 : Schwarz Rot Gold (épisode Zucker Zucker)
- 1990 : Ron und Tanja
- 1991 : Jugend ohne Gott [Jeunesse sans Dieu]
- 1992 : Miraculi
- 1993 : Der Mann auf dem Balkon
- 1994 : Natalie (épisode Endstation Babystrich)
- 1994 : Die Bombe tickt
- 1995 : Der Richter und das Mädchen [Le Juge et la Fille]
- 1995 : Wer Kollegen hat, braucht keine Feinde [Si vous avez des collègues, vous n'avez pas besoin d'ennemis]
- 1997 : Natalie (épisode Die Hölle nach dem Babystrich)
- 2000 : Deutschlandspiel
- 2001 : Liebe Macht Blind
- 2003 : Das unbezähmbare Herz
- 2004 : Chandra Bose de Netaji Subhas : le héros oublié
- 2005 : Schloss Einstein
- 2005 : tais-toi
- 2007 : Courez pour votre vie - De Junkie à Ironman
- 2008 : veau de lune
- 2008 : le voyage de Gruber
- 2008 : Les Allemands - Wilhelm et le monde
- 2008 : le deuxième cadeau
- 2008 : maison à vendre
- 2009 : gants rouges
- 2009 : Le procureur - repose en paix
- 2009 : Metropia
- 2010 : La Rafle : Adolf Hitler
- 2010 : maison à vendre
- 2010 : aime ton ennemi
- 2010 : Pasteur Braun - cochon avait!
- 2011 : Au nom de Dieu - Le djihad pour l'empereur
- 2011 : Dans toute amitié : ce qui compte vraiment
- 2012 : Connais-tu ton amant?
- 2012 : petits meurtres
- 2012 : meurtres dans le nord
- 2012 : Bienvenue à Kölleda
- 2013 : le grand vertige
- 2014 : j'aime ça
- 2014 : Nonsense et le Nasenbärbande[1]
- 2015 : Elser, un héros ordinaire
- 2016 : Ultimatum (Kongens nei) : Adolf Hitler (voix)
- 2016 : Dolores
- 2017 : The Same Sky
- 2017 : Scène de crime - Dark Time

## Pièces radiophoniques
- 1978 : Ingrid Hahnfeld : Vom Aberheiner – réalisation : Achim Scholz (pièce radiophonique pour enfants – Rundfunk der DDR)
- 1983 : Hans Christian Andersen : Die Schneekönigin (Prinz) – réalisation : Rainer Schwarz (pièce radiophonique pour enfants – Litera)
- 1986 : Kevin Hayes : Jan Tenner Nr.34 : Angriff der Puppenkönigin (Jones) – réalisation : Ulli Herzog
- 1986 : Johannes Bobrowski : Boehlendorff – réalisation : Albrecht Surkau (pièce radiophonique – RB)
- 1997 : Monika Lätzsch : Matjessaison – réalisation : Günter Bommert (pièce radiophonique – MDR)
- 1999 : Ken Follett : Die Säulen der Erde (Waleran) – réalisation : Leonhard Koppelmann (pièce radiophonique (9 Teile) – WDR)
- 2001 : Józef Ignacy Kraszewski : Gräfin Cosel (Fürst von Fürstenberg) – réalisation : Walter Niklaus (pièce radiophonique (5 Teile) – MDR)
- 2006 : Manfred Weinland alias Adrian Doyle : VAMPIRA (Folgen 1 : Das Erwachen, 4 : Landrus Ankunft, 5 : Niemandes Freund)
- 2006 : Ed McBain : Die lästige Witwe – réalisation : Ulrich Lampen (pièce radiophonique – HR)
- 2006 : Ed McBain : Dead Man’s Song – réalisation : Ulrich Lampen (pièce radiophonique policière – HR)
- 2007 : Wolfgang Zander : Big Jump oder Charlotte träumt – réalisation : Beatrix Ackers (pièce radiophonique pour enfants – DKultur)
- 2009 : Johan Theorin : Öland – réalisation : Götz Naleppa (pièce radiophonique – DKultur)
- 2009 : Lorenz Schröter : Armut ist Diebstahl – réalisation : Nikolai von Koslowski (documentaire radiophonique – WDR)
- 2010 : Hugo Rendler : It’s your turn – réalisation : Martin Zylka (pièce radiophonique policière – WDR)
- 2010 : Die drei ??? : Die Drei ??? und der dreiTag[2]
- 2010 : Die drei ??? : Tödliches Eis[3]
- 2013 : David Zane Mairowitz : Marlov – Eine harte Nuss réalisation : Jörg Schlüter (WDR)
- 2014 : Ivar Leon Menger : Porterville (Hörbuch-Folge 12 : Das Draussen)[4]
- 2014 : Tom Peuckert : Klassiker Europas – réalisation : Oliver Sturm (Séance littéraire – RBB)
- 2014 : Elodie Pascal : Blowback | Der Auftrag – réalisation : Elisabeth Pulz (pièce radiophonique – DKultur)
- 2015 : Die drei ??? : Die Drei ??? – Dämon der Rache[5]
- 2015 : David Zane Mairowitz : Inschallah, Marlov – réalisation : Jörg Schlüter (pièce radiophonique policière – WDR)
- 2015–2016 : Ivar Leon Menger : Monster 1983
- 2018 : Capella Antiqua Bambergensis : Heinrich – König und Kaiser, Herrscher und Heiliger (pièce musicale radiophonique - CAB Records)[6]